# 916 America
America (asteroide 916) é um asteroide da cintura principal com um diâmetro de 33,23 quilómetros, a 1,8071843 UA. Possui uma excentricidade de 0,235771 e um período orbital de 1 328,21 dias (3,64 anos).
America tem uma velocidade orbital média de 19,36882476 km/s e uma inclinação de 11,09687º.
Esse asteroide foi descoberto em 7 de Agosto de 1915 por Grigory Neujmin. Foi nomeado após a América.